# Africanus Horton
Africanus Horton est un cratère d'impact à la surface de Mercure, situé à 51,5° S et 41,2° O, de 135 km de diamètre. Le nom du cratère fut donné par l'Union astronomique internationale en honneur d'Africanus Horton (en) (1835-1883), un écrivain nationaliste de la Sierra Leone.